# HD 4113 b
HD 4113 b es uno planeta extrasolar situado aproximadamente a 144 años luz en la constelación de Sculptor, orbitando la estrella HD 4113. Este planeta es un gigante gaseoso tiene una excentricidad orbital elevada, orbitando en un periodo de 527 días a 1,28 UA de su estrella.